# Яватмал (округ)
Яватма́л (маратхи यवतमाळ जिल्हा; англ. Yavatmal) — округ в индийском штате Махараштра. Образован в 1864 году. Административный центр — город Яватмал. Площадь округа — 13 582 км². По данным всеиндийской переписи 2001 года население округа составляло 2 458 271 человек. Уровень грамотности взрослого населения составлял 73,6 %, что выше среднеиндийского уровня (59,5 %). Доля городского населения составляла 18,6 %.